# Liste des possessions de la Walt Disney Company
 (juillet 2025).
Motif : aucune source secondaire indépendante centrée sur le sujet permettant de vérifier la notoriété
- Archive Wikiwix
- Bing
- Cairn
- DuckDuckGo
- E. Universalis
- Gallica
- Google
- G. Books
- G. News
- G. Scholar
- Persée
- Qwant
- (zh) Baidu
- (ru) Yandex
- (wd) trouver des œuvres sur Wikidata

| 1. | Préciser le motif de la pose du bandeau. | Précisez le motif de la pose du bandeau en utilisant la syntaxe suivante : {{admissibilité à vérifier\|date=juillet 2025\|motif=remplacez ce texte par le motif}}                                                    |
| 2. | Informer les utilisateurs concernés.     | Pensez à avertir le créateur de l'article, par exemple, en insérant le code ci-dessous sur sa page de discussion : {{subst:avertissement admissibilité à vérifier\|Liste des possessions de la Walt Disney Company}} |

 (juillet 2025).
Si vous disposez d'ouvrages ou d'articles de référence ou si vous connaissez des sites web de qualité traitant du thème abordé ici, merci de compléter l'article en donnant les références utiles à sa vérifiabilité et en les liant à la section « Notes et références ».
 (juillet 2025).
- Si vous ne connaissez pas le sujet, laissez ce bandeau (vous pouvez alors contacter les auteurs).
- Si vous supprimez le contenu mis en cause (vous pouvez préalablement contacter les auteurs),

argumentez précisément cette suppression dans la page de discussion
(un manque de référence n'est pas un argument ; une recherche réelle de référence doit avoir été effectuée, être formellement documentée).
Cette page est une liste des possessions et principales marques de la Walt Disney Company. Le tableau synoptique ci-dessous est présent en bas de certaines pages des principales filiales. Les anciennes filiales ayant été vendues ou fermées sont barrées.

## Studios de productions -Walt Disney Entertainment

### Productions cinématographiques
- Walt Disney Motion Pictures Group
  - Walt Disney Pictures
  - Walt Disney Animation Studios
  - Pixar Animation Studios
  - Touchstone Pictures (crée en 1984, fermé en 2018)
  - Hollywood Pictures (crée en 1989, fermé en 2007)
  - Disneytoon Studios (crée en 1990, fermé en 2018)
  - Disneynature
  - Marvel Studios
    - Marvel Animation (intégré en 2019)

  - Lucasfilm
    - Industrial Light & Magic
    - Skywalker Sound

  - 20th Century Studios
    - 20th Century Animation
    - Blue Sky Studios (achat en 2019, fermé en 2021)
    - Fox 2000 Pictures (achat en 2019, fermé en 2020)

  - Searchlight Pictures
- Skellington (créé en 1986, fermé en 1996)
- Caravan Pictures (créé en 1993, fermé en 1999)
- Miramax Films (achat en 1993, revendu en 2010)
  - Dimension Films (achat en 1993, revendu en 2005)
- Dream Quest Images (achat en 1996, intégré en 1999 et fermé en 2001)
- Circle 7 Animation (créé en 2004, fermé en 2006)
- ImageMovers Digital (achat en 2007, revendu en 2011)

### Productions télévisées
- Disney Television Studios
  - ABC Signature (ex-Touchstone Television)
    - ABC Signature Studios (crée en 2013, fusionné en 2020)
    - ABC Studios International (crée en 2018, fermé en 2019)
    - ABC Circle Films (créé en 1968, fermé en 1989)

  - 20th Television
    - 20th Television Animation

  - Touchstone Television (ex-Fox 21 Television Studios / achat en 2019, fermé en 2020, productions transférées à 20th Television)
- Disney Branded Television (via Disney Channel Worldwide)
  - Disney Television Animation
  - It's a Laugh Productions
- Lincoln Square Productions (via ABC News)
- Lucasfilm (produit pour la télévision depuis 1978)
- Marvel Studios (produit pour la télévision depuis 2021)
  - Marvel Television (crée en 2010, intégré à Marvel Studios puis fermé en 2019)
- FX Entertainment (via FX Networks)
  - FX Productions
- Jumbo Pictures (achat en 1996, fermé en 2000)

### Productions musicales
- Disney Music Group
  - Walt Disney Records
    - Wonderland Music Company
    - Walt Disney Music Company

  - Hollywood Records
  - Mammoth Records
  - Lyric Street Records

### Productions théâtrales
- Disney Theatrical Group
  - Walt Disney Theatrical Productions
  - Walt Disney Creative Entertainment
- Disney Live Family Entertainment
  - Disney on Ice

### Autres productions
- Marvel Entertainment (100 % depuis le 31/12/2009)
- POW! Entertainment (10 % depuis le 02/01/2010)

### Distribution
- The Walt Disney Studios (anciennemet Buena Vista Home Entertainment ou Buena Vista Distribution pour l'Amérique du Nord)
  - Walt Disney Studios Home Entertainment
- Walt Disney Studios Motion Pictures International

## Médias -Disney Media Networks
- Disney Media Advertising Sales and Marketing Group

### Télévision et câble

#### Filiales à 100%
- Walt Disney Television
  - ABC Entertainment
    - American Broadcasting Company (dont 8 stations de télévisions rattachées à ABC)
    - ABC Kids
    - ABC1 (Royaume-Uni, 2004 à 2007)

  - Freeform (ex-ABC Family)
    - ABC Spark (gérée par Corus Entertainment sous licence)

  - ABC News
  - Disney Channel Worldwide
    - Disney Channel
    - Disney Junior
    - Disney XD
    - Toon Disney
    - Jetix
    - Watch Disney

  - FX Networks
    - FX
    - FXX
    - FX Movie Channel
- Disney-ABC Domestic Television (ex-Buena Vista Television)

#### Filiales partielles
- ESPN (80 %, le reste appartient à Hearst Corporation) avec entre autres
  - ESPN2
  - ESPN International (avec entre autres)
    - ESPN Brasil (50 %)
    - Fox Sports (50 %) filiale pour l'Asie ex ESPN STAR Sports, racheté en 2012 par son autre actionnaire News Corporation ; récupéré en 2019 au moment du rachat d'une partie de la Fox ; fermé en 2021
    - J Sports filiale au Japon

  - Net STAR (33 %) filiale pour le Sports Network canadien
  - SportsVision Australie (25 %)
- A&E Television Networks (partagé avec NBCUniversal et Hearst Corporation)
  - A&E Network
  - History Channel
  - Biography Channel
- E! (40 % partagé avec Comcast et Liberty Media) vendu en novembre 2006.
- Lifetime Televesion et Lifetime Movie Network (50 % avec Hearst Corporation)
- HBO Amérique latine

#### Parts minoritaires
- Tele München Gruppe   (50 %) - Producteur et distributeur de télévision allemand vendue en 1996
  - RTL II - Producteur et distributeur de télévision allemand. (17,5 %)
- Hamster Productions -  Producteur de télévision français
- TV Sport en France fermé en 1993
- Tesauro en Espagne
- Scandinavian Broadcasting System
- Japan Sports Channel
- GMTV (25 %) production d'émission pour la tranche horaire matinale d'ITV.

### Radio
- Radio Disney (fermé en 2021)
  - Capital Disney (fermé en 2007)
- Citadel Communications (52 %) née de la fusion de ABC Radio et Citadel Broadcasting
- ESPN Radio (syndication)

### Presse
- Disney Publishing Worldwide - rattaché à Disney Consumer Products
- Cal Publishing Inc.
- Chilton Publishing, filiale d'ABC vendue en 1997 à Reed Elsevier
- CrossGen
- Hyperion/Buena Vista Books
  - ESPN Books
  - Miramax Books
  - Theia
  - Hyperion Audiobooks
  - Hyperion East
- Hyperion Books for Children
  - Jump at the sun
  - Volo
  - Michael di Caupa Books

#### Magazines
- Los Angeles Magazine (1996-2000)
- Discover (1991-2005)
- Us Weekly
- de nombreux magazines liés aux thèmes de Disney

## Produits de consommation -Disney Consumer Products
- Disney Toys
- Disney Softlines
  - Disney Apparels
  - Disney Jeans
- Disney Hardlines
  - Disney Electronics
- Disney Store
  - Disney Store en Europe
  - Disney Store aux États-Unis (vendue en 2004 à Children Place, racheté en 2008)
  - Disney Store au Japon (vendue en 2001 à OLC, racheté en 2010)
- Baby Einstein Company
- Disney Publishing Worldwide
  - Disney Hachette Presse vendu en 2019
- Disney Direct
  - Disney Catalog
- Disney Mobile
  - Disney Mobile Studios

## Parcs et loisirs -Walt Disney Parks and Resorts

### Aux États-Unis
- Disneyland Inc
  - Disneyland Resort à Anaheim en Californie
  - Disneyland - ouvert en 1955
  - Disney California Adventure - ouvert en 2001
- Walt Disney Imagineering
  - Walt Disney Creative Entertainment
- Walt Disney World Company
  - Walt Disney World Resort près d'Orlando en Floride
    - Magic Kingdom - ouvert en 1971
    - Epcot - ouvert en 1982
    - Disney's Hollywood Studios - ouvert en 1989
    - Disney's Animal Kingdom - ouvert en 1998

  - Walt Disney World Florist
- Disney Cruise Line
- World of Disney NYC
- Disney Vacation Club

#### Disney Regional Entertainment
- Club Disney (fermé en 2002)
- DisneyQuest  (fermé en 2017)
- ESPN Zone

#### Organisme public
- Reedy Creek Improvement District, Floride :
  - Ville de Bay Lake, Florida
  - Ville de Lake Buena Vista, Florida
- Celebration

#### Équipes de sports
- Mighty Ducks d'Anaheim, vendue à Henry Samueli en avril 2005
- Anaheim Angels du 19 novembre 1996 au 2 janvier 2005, revendue à Arturo Moreno

### À l'international
- Hong Kong International Theme Parks Limited détenu à 43 %
  - Hong Kong Disneyland Resort, Hong Kong
    - Hong Kong Disneyland - ouvert en septembre 2005
- Euro Disney Associés détenu à 82 % par Euro Disney SCA détenu à 97 % par Disney
  - Disneyland Paris à Marne-la-Vallée près de Paris en France. propriété de, géré par Walt Disney Parks and Resorts
    - Parc Disneyland - ouvert en 1992
    - Walt Disney Studios - ouvert en 2002.
- Tokyo Disney Resort à Urayasu, près de Tokyo, Japon. Propriété de et dirigé par la Oriental Land Company
  - Tokyo Disneyland - ouvert en 1983
  - Tokyo DisneySea - ouvert en 2001
- Shanghai Disney Resort détenu à 43 %
  - Shanghai Disneyland - ouvert en 2016

## Internet et jeux vidéo -Disney Interactive Media Group

### Internet -Walt Disney Internet Group
- Infoseek
- Starwave Corporation

#### Sites internets
- Disney Online
- Go.com
- Movies.com vendu en 2008
- Disney Auctions
- sites d'espn
  - Soccernet
  - cricinfo.com
  - Scrum.com
- Club Penguin  fermé

#### Téléphonie mobile
- Disney Mobile
- Mobile ESPN
- Fournisseurs de contenu pour téléphone mobile
  - Disney Mobile Studios
    - Living Mobile  Europe

  - Enorbus  Chine
  - Mobile2Win  Chine

### Jeux vidéo -Disney Interactive Studios
- Buena Vista Interactive ou Buena Vista Games
  - Disney Interactive
  - Walt Disney Computer Software (ancienne filiale intégrée à Interactive)

## Autres
- Steamboat Ventures un holding d'investissements
- Organismes financiers
  - Partners Federal Credit Union
  - Vista Federal Credit Union
- Plusieurs documents des années 1990 ont fait référence à une dizaine d'avions commerciaux achetés par Disney dans les années 1980 afin de les mettre en location (leasing) comme il était courant à l'époque. Mais rien n'y avait fait référence plus tard (ni vente ni possession). En 2005, la mise en faillite de Delta Air Lines a révélé que les 10 avions étaient en leasing dans cette compagnie aérienne. Disney avait prévu pour 2005, 100 millions de dollars de manque à gagner en raison de cette faillite.
- TiVo intérêt partiel dans cette société d'enregistrement numérique des émissions télévisées.
- Sid R. Bass intérêt partiel dans cette société de recherche pétrolière et de gaz naturel.
- Earth Star Inc, une société d'aviation d'affaires pour les filiales de Disney basée à Burbank[1] dans le Aéroport Bob-Hope[2]
- Maple leaf Commercial Properties fondée le 20 septembre 1988[3]

## Sources
- Adbusters Media Foundation
- Official Walt Disney World Resort site
- Source of Walt Disney hotels